# Ткаченко, Нинель Александровна
Нинель Александровна Ткаченко (укр. Нінель Олександрівна Ткаченко; 21 ноября 1928, Харьков — 26 сентября 2007, Москва) — советская, украинская, белорусская и российская оперная певица (сопрано), режиссёр-постановщик. Народная артистка СССР (1964).

## Биография
Нинель Ткаченко родилась 21 ноября 1928 года в Харькове.
В Харькове окончила детскую музыкальную школу № 1 им. Л.Бетховена, затем музыкальное училище, а в 1958 году — консерваторию (ныне Харьковский национальный университет искусств имени И. П. Котляревского) (класс Т. Я. Веске).
В 1958—1960 годах — солистка оперной студии Киевской консерватории, в 1960—1962 годах — Львовского театра оперы и балета, в 1962—1968 годах — Белорусского театра оперы и балета в Минске, в 1968—1980 годах — Одесского театра оперы и балета. С 1982 года — солистка Московской филармонии.
Пела в Большом театре (Лиза в «Пиковой даме» П. И. Чайковского, Ярославна в «Князе Игоре» А. П. Бородина, Аида в одноимённой опере Дж. Верди, Тоска в одноимённой опере Дж. Пуччини).
Выступала как камерная певица. В её обширном концертном репертуаре представлены нечасто исполняемые оперные арии, романсы и народные песни. Сделала множество памятных записей, вошедших в «золотой фонд» Всесоюзного радио.
Гастролировала за рубежом. В 1976 году исполнила партию Абигайль в опере «Набукко» Дж. Верди на Международном фестивале оперного искусства в Сегеде (Венгрия).
С 1991 по 2003 годы — художественный руководитель, режиссёр-постановщик и руководитель вокальной мастерской Концертного объединения Московской филармонии.
С 2002 по 2007 год — художественный руководитель государственного ансамбля солистов «АРосс» («Москонцерт»).
Скончалась 26 сентября 2007 года в Москве после тяжелой и продолжительной болезни.. Похоронена на Троекуровском кладбище.

## Звания и награды
- 3-я премия II Всесоюзного конкурса вокалистов им. М. Глинки (1962)[6]
- Заслуженная артистка Белорусской ССР (1963)[7]
- Народная артистка СССР (1964)
- Орден «За заслуги перед Отечеством» IV степени[8]
- Орден Почёта (1999) — за заслуги перед государством, большой вклад в укрепление дружбы и сотрудничества между народами, многолетнюю плодотворную деятельность в области культуры и искусства[9]
- Памятный знак «Золотой Аполлон» Фонда имени П. И. Чайковского «… за святое служение искусству» (2001)
- Премия города Москвы в области литературы и искусства (2003).
- Благодарность Министра культуры Российской Федерации (2003) — за выдающиеся заслуги в исполнительской деятельности и большой вклад в развитие отечественного концертного дела[10].

## Оперные партии
- «Евгений Онегин» П. И. Чайковского — Татьяна
- «Пиковая дама» П. И. Чайковского — Лиза
- «Русалка» А. С. Даргомыжского — Наташа
- «Князь Игорь» А. П. Бородина — Ярославна
- «Трубадур» Дж. Верди — Леонора
- «Аида» Дж. Верди — Аида
- «Набукко» Дж. Верди — Абигайль[11]
- «Отелло» Дж. Верди — Дездемона
- «Тоска» Дж. Пуччини — Тоска[12]
- «Чио-Чио-Сан» Дж. Пуччини — мадам Баттерфляй
- «Севильский цирюльник» Дж. Россини — Розина
- «Сельская честь» П. Масканьи — Сантуцца
- «Ясный рассвет» А. Е. Туренкова — Юзефа
- «Запорожец за Дунаем» С. С. Гулак-Артемовского — Одарка
- «Орестея» С. И. Танеева — Кассандра
- «Лесная песня» В. Д. Кирейко — Мавка
- «Пётр Первый» А. П. Петрова — Софья
- «Октябрь» В. И. Мурадели — Марина
- «Семён Котко» С. С. Прокофьева — Любка.

## Фильмография
- 1970-е — Поёт Нинель Ткаченко (фильм-спектакль) — главная роль